# زقزاق طويل المنقار
زقزاق طويل المنقار (الاسم العلمي: Charadrius placidus) هو نوع من الطيور يتبع جنس الزقزاق من فصيلة الزقزاقية.